# ボーア人
ボーア人（ボーアじん　アフリカーンス語:  Boere, 英:Boers）は、17世紀から19世紀の南部アフリカにあったケープ植民地の東境でオランダ語を話していた喜望峰開拓者 (Free Burghers) の子孫であり、ブール人やブーア人とも言う。この名称は、オランダ語およびアフリカーンス語で「農民」を意味する単語"boer"に由来する。
1652年から1795年まで、オランダ東インド会社がオランダ領ケープ植民地としてこのケープ地域を植民支配していたが、イギリスが1806年にその地域をイギリス帝国に併合した。そのため、これに不満を持つオランダ系入植者達が自分達の拠点を探すようになり、19世紀にケープ植民地を離れてオレンジ自由国やトランスヴァール共和国（総称してボーア諸共和国）そして小規模だがナタール共和国を居場所とした人達に「ボーア人(Boeren)」という用語が適用された。彼らはイギリス植民政権の手の届かない土地に住むためケープから移住した。
アフリカーナーやアフリカーンス人という用語は、一般的に現代の南アフリカでボーア人を含む南アフリカ共和国のアフリカーンス語話者の白人達（同国最大の白人集団）およびグレート・トレックに出発しなかったケープ入植オランダ人の子孫に対して使われる。

## 起源

### ヨーロッパの植民地主義

オランダ東インド会社の旗

オランダ東インド会社（オランダ語: Vereenigde Oostindische Compagnie, VOC）は1602年にネーデルラント連邦共和国で結成され、オランダは東南アジアの植民政策および帝国主義の商業貿易競争に熱心に参入していた。1648年の30年戦争終結で、ヨーロッパにいる兵士と難民が欧州全域に広く散らばった。スカンジナビアやスイスやドイツからの移民が、VOCに雇用されることを期待してオランダにやって来た。同年、彼らの船の1隻がテーブル湾（現:ケープタウン）で座礁し、難破船の乗組員は海岸で数ヶ月間の自給自足生活を余儀なくされた。彼らはこの国の天然資源にひどく感銘を受けたため、ネーデルラント共和国に戻った際、適切な中継基地をケープに設営することがオランダ東部貿易にとって大きな利点になるとVOCの幹部達に力説した。その結果、1652年に外科医ヤン・ファン・リーベック率いるオランダの探検隊がテーブル湾に中継基地を建設し、菜園を開墾した。
テーブル湾に上陸したファン・リーベックはケープタウンを支配下に置き、植民地を統治した10年1ヶ月後の1662年に、ケープの司令官を辞任した。

### 喜望峰開拓者
VOCはケープで自由市民という思想を支持し、VOC労働者の多くは喜望峰開拓者になるために解放を要求した。結果的にヤン・ファン・リーベックは有利な条件の概念を承認し、1657年にリースビーク川付近の2地域を農業目的用に割り当てた。自由市民に割り当てられた農業目的用の2地域は、フルーネフェルトそしてダッチガーデンと名付けられた。両地域はアムステル川（現:リースビーク川）で区分けされていた。応募者のうち最も優秀な9人が選ばれ、農業目的で土地を活用した。後に彼らは自由市民や喜望峰開拓者と呼ばれ、かくしてVOCの構成要員となり、もはや使役人ではなかった。
1671年、オランダ人はファン・リーベックの建設した基地よりも奥にいる先住民族コイコイ人から最初に土地を購入し、これがケープ植民地開発の足掛かりとなった。1685年、政府は安定的なコミュニティを構築する目的でより多様な移民の募集活動を行なった。彼らは、自分達の契約を務めた後にケープに留まった元VOC雇用者であり、自由市民(vrijburgersや vrijlieden)と呼ばれる階級の一部を形成した。多数の自由市民が 自作農となり、VOC行政府から土地の助成金を申請したり、種子や道具の融資を申請した。

### オランダの自由移民
VOC職員達は、ヨーロッパから南アフリカへの移住を促進すべく庭師や小規模農家に働きかけたが、殆ど成功しなかった。彼らは富の物語を通して幾つかの世帯を誘致することに成功したが、比較するとケープには殆ど魅力が無かった。しかし1670年10月、アムステルダム会議所は幾つかの世帯が12月中にケープとモーリシャスに向けて出発する意思があると発表した。

### フランスのユグノー
1688-1689年に、フランスの宗教戦争から逃れた政治難民ユグノー約200人の到着によって、植民地は大きく強化された。ステレンボッシュ、ドラケンシュタイン、フランシュフック、パールの植民地に彼らが入ってきた。入植者の特徴におけるユグノーの影響が顕著となり、1701年にVOCはオランダ語だけを学校で教えるべきだと指示した。これが18世紀半ばまでにユグノーを同化させ、フランス語の使用と知識が失われる結果となった。この植民地は徐々に東へと拡大し、1754年にはアルゴア湾までの土地が植民地に含められた。
この時点で、ヨーロッパ入植者は8000人から1万人ほどだった。彼らは奴隷達を多数所有し、輸出用商品作物になる十分な量の小麦を栽培し、彼らのワイン品質の高さも有名だった。ただし彼らの主な富は牛であり、相当な繁栄を享受した。
17世紀後半から18世紀全体を通して、VOCの行政は独裁的であったため入植者と政府との間で騒動が起こった。その政策は植民地開発に向けられず、VOCの利益捻出に使われていた。VOCは自由移民に反対して植民地を閉鎖すると、貿易全体を手中に収め、行政と立法と司法を一体に組み合わせ、農家には栽培する作物を規定し、農産物の大部分を税金の一環として要求したり、その他の強制徴収を実施した

### トレックボーア
時には雇い入れたVOCの使役人に喜望峰開拓者の権利が与えられたが、VOCは自分達が必要と思しき時にいつでも使役に戻るよう強制する権力を保持した。人々を隷属させるこの権利は、指定された本人に施行されるだけでなくその子供も適用される、と行政府によって主張された。
この専制政治には、1700年のトレック（集団移住）が始まる前でさえ、大勢が絶望を感じて圧政からの逃避を引き起こした。1780年、ヨアヒム・ファン・プレッテンベルク総督はスネーウベルゲ山地を植民地の北の境界にすると宣言し、重い罰則を設けて「農民が漫然とうろついて向こうへ行くのを禁じる」と表明した。1789年、開拓者間で感情が非常に高まったため代表団が派遣され、オランダのアムステルダムで当局者への聞き取り調査が実施された。この代表派遣後、名目上の改革が幾つか認められた。

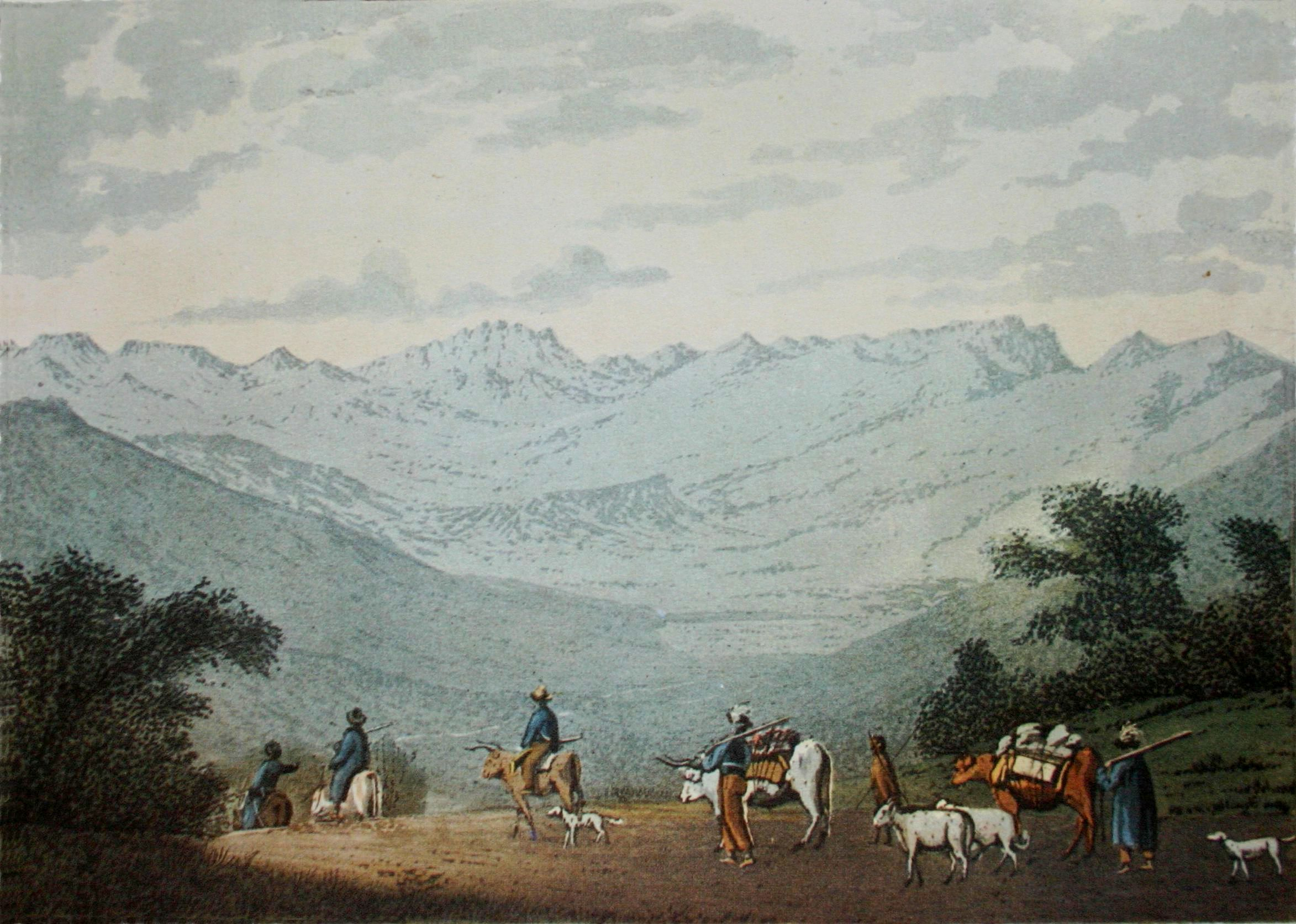
スネーウベルゲ山地から降りるグラーフ＝ライネ付近の様子
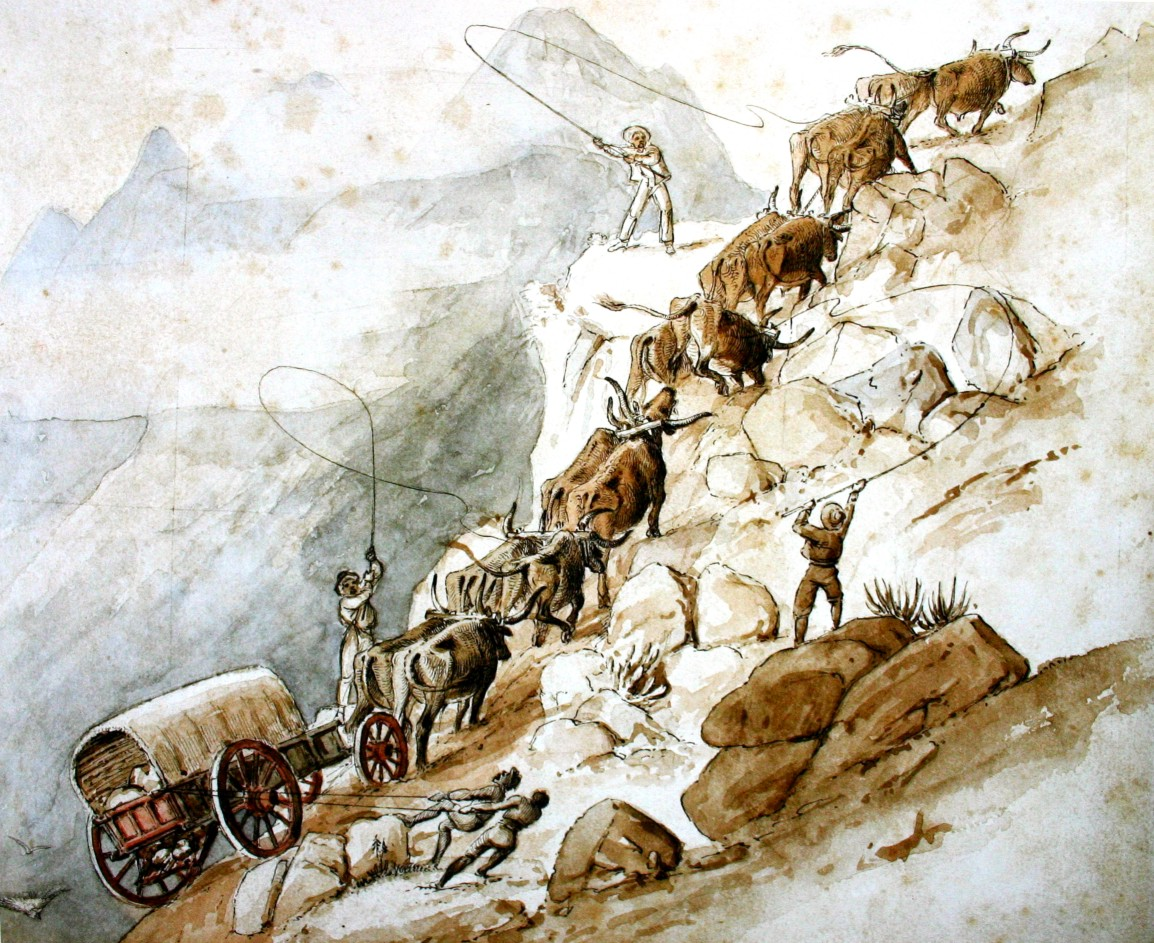
オウテニカ山のクラドック峠を通過する様子
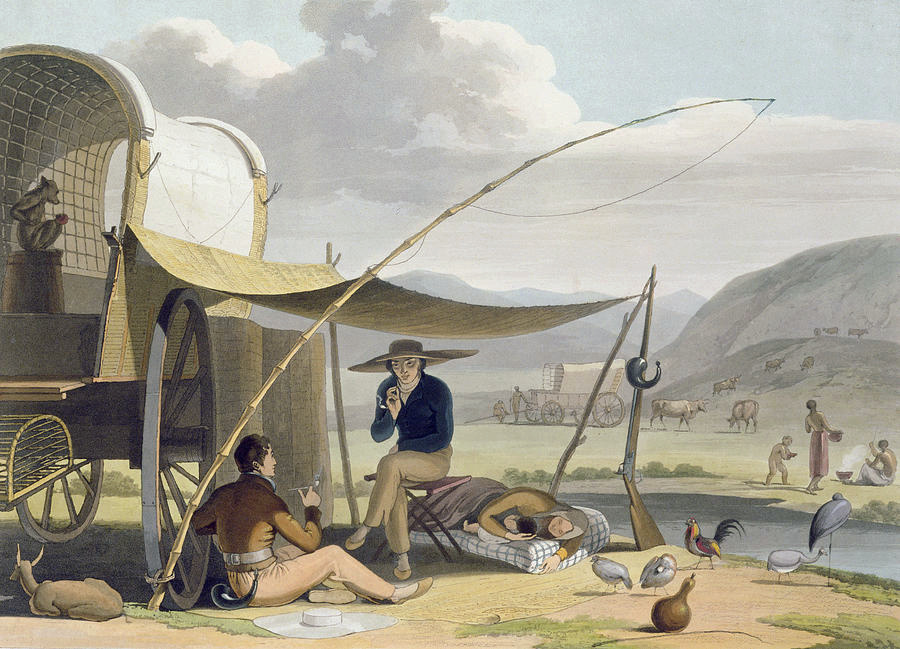
トレックボーアの野営
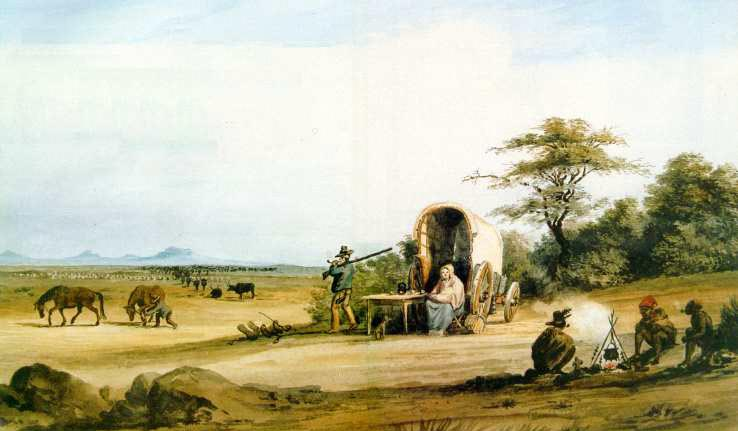
カルー（現:カルー国立公園）を横断するトレックボーア

農民達が政府のお膝元から遠隔地へと集団移住したのは、主に圧政から逃れるためだった。VOCは移民を管理するため、1745年にスウェレンダムそして1786年にグラーフ＝ライネで、別の行政府を設立した。1740年頃はハムトース川が植民地の東境界だと宣言されていたが、すぐに境界は川を超えた。しかし1780年、オランダ人はバントゥー族との衝突を避けるためグレート・フィッシュ川を共通の境界にすることで同意した。1795年、バントゥー族に対抗する庇護もないまま重税を課された境界地区の開拓者は、VOCの役人らを追放してスウェレンダムとグラーフ＝ライネに自治政府を設立した。 
19世紀のトレックボーア達は、18世紀トレックボーア達の直系子孫だった。19世紀末には、トランスヴァールのVOC政府と同じく横暴な専制政策の復活が見られた。18世紀のVOC政権が「全ての政治的事象は純粋に専制的、全ての商業的事象は純粋に独占的」という図式だとして、19世紀後半のポール・クリューガー政権にもそれが同様に当てはまった。 
集団移住を可能にした基盤となる事実としては、植民地の東部と北東部に住む入植オランダ人の子孫が土壌耕作者ではなかったこと。純粋に牧歌的かつ遊牧的な習慣で、集団のために新たな牧草地を求める準備を整えており、特定地域に特別な愛着を持たなかった点である。広い領土に薄く分散したこれらの人達については、1815年に「巡回委員会(Commissions of Circuit)」という組織によって司法官が住居に近づいた際に様々な犯罪が明るみとなり、その矯正が多くの遺恨を引き起こした。
植民地の東部および北東部の入植オランダ人子孫は、グレート・トレックの結果として、政府の統治から逃れて広範に広がっていった。しかし、1815年に巡回委員会が、トレックボーアによる犯罪（特に、奴隷にされた人々に対するものが多数含まれる）を司法に照らして、犯罪の告発ができるようにした。この告発制度はトレッカー達に非常に不評で、自分達の財産だと見なしていた奴隷を占有する自分達の権利を妨害していると考えられた。

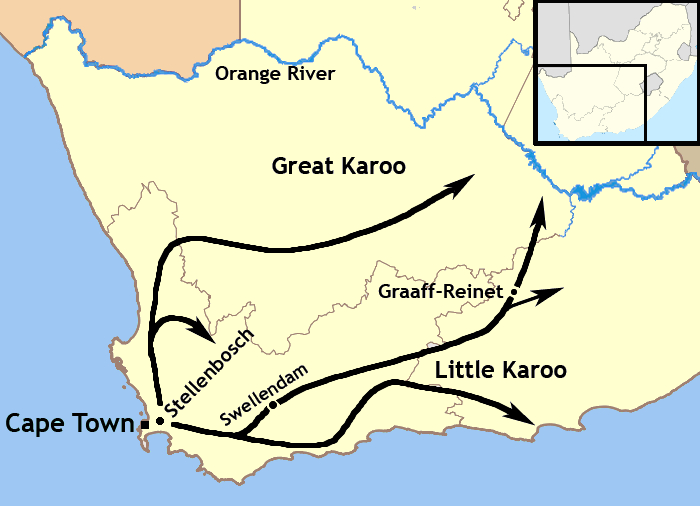
トレックボーアの進行を示す地図(1700-1800)
オランダ領ケープ植民地の経年変化 (1700-1800)
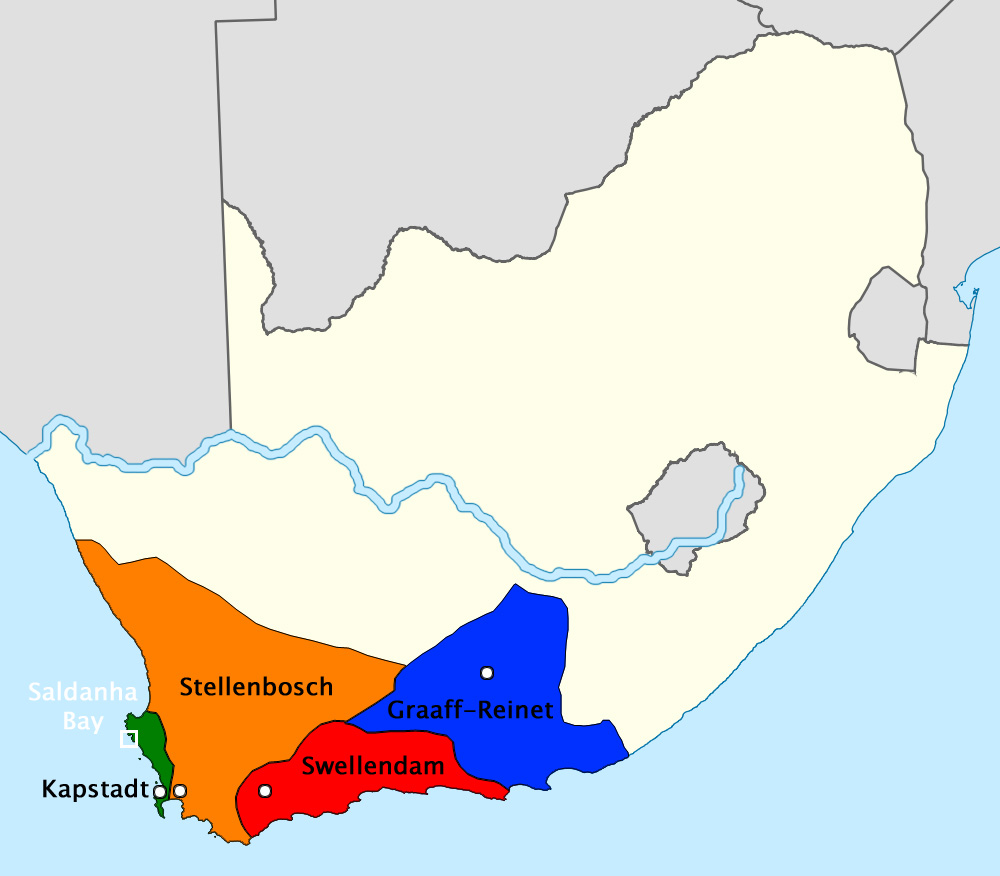
オランダ領ケープ植民地の行政区画

## ケープ植民地侵攻
ケープ植民地侵攻（ミューゼンバーグの戦い）とは、1795年に始まった喜望峰のオランダ領ケープ植民地に対するイギリス軍の遠征である。ホラント王国はフランス革命政府下に陥落し、ジェームズ・ヘンリー・クレイグ将軍率いる英国軍がケープタウンに派遣され、イギリスに亡命したウィレム5世 (オラニエ公) のために植民地をフランスから確保した。ケープタウンの総督は当初ウィレム5世からの指示に従うことを拒否したが、英国軍が陸路を占領して進軍したことで降伏した。彼の降伏行動は、かつての奴隷雇い主から逃れたコイコイ族が英国体制に群がった事実によって早まったとされる。グラーフ＝ライネの開拓者は自分達に対して軍隊が派遣されるまで降伏せず、1799年と1801年に再び彼らは反乱蜂起した。1803年2月に、アミアンの和約の成果として同植民地はバタヴィア共和国に引き渡され、イギリスによる8年間の統治時期と同様に多くの改革が導入された。クレイグ将軍による最初の行動の一つが、司法行政における拷問の廃止だった。この国は依然として本質的にオランダのままであり、それに惹かれた英国市民は殆どいなかった。バタヴィア共和国は、国の行政に関して非常に革新的な見解を持っていたが、それらを制定する機会は殆ど無かった。
1803年に第三次対仏大同盟の戦争が勃発した時、英国軍が再びケープに派遣された。テーブル湾岸での交戦(1806年1月)後、喜望峰の城塞にいたオランダの守備隊はサー・デヴィッド・ベアード率いる英国軍に降伏し、1814年のロンドン条約 で同植民地はオランダよりイギリス王領植民地へと移譲された。当時、この植民地は広大な中央高原を囲む山々にまで及び、ブッシュマンズランド（サン人にちなんで命名）と呼ばれ、面積は約12万m2で人口約6万人がいた。うち27,000人は白人、17,000人が解放コイコイ族で、残りが奴隷にされた人達（主に非先住の黒人とマレー人）だった。

### 英国支配に対する嫌悪
植民地はかなり繁栄したが、多くのオランダ人農民が（苦情の根拠こそ同じではないものの）VOCによる支配と同じくらいイギリスの支配に不満を持っていた。1792年、コイコイ族を標的としたモラヴィア辺境伯領宣教会が創設され、1799年にロンドン宣教協会がコイコイ族とバントゥー族の両方で活動を開始した。宣教師によるコイコイ族の不平への擁護はオランダ入植者の大多数に多くの不満を生み出し、彼らの見解が一時的に広まると、1812年には殆ど奴隷制と変わらない条件でコイコイ族の子供達を丁稚奉公として拘束する権限を与える布告が発布された。同時期に、奴隷制度廃止運動がイギリスで強さを増して、宣教師たちは入植地から母国に訴えた。

### ネクの反乱
フレデリックという農夫がコイコイ族の訴えで発行された召喚状に従うことを拒否し、彼を逮捕するために派遣された一団に発砲、その応射で死亡した。これが、ネクの反乱 (Slachter's Nek Rebellion) と通称される小規模な反乱を引き起こし、ヘンリー・クローテによって「男性の一団が統治者に対して戦争を仕掛けようとした最も非常識な試み」と評された。その鎮圧直後、首謀者5人は「イギリスの暴君」を追放すると自分達が誓った場所で公開絞首刑に処せられた。同時処刑する筈が全員分の重みに耐えきれず足場が崩壊、その後彼らは一人ずつ絞首刑に処された。1827年に法令が可決され、オランダの古い裁判所制度を廃止して今後は全ての法的手続きが英語で（イギリスの体制で）行われることが確立された。宣教師の代議員達による成果として、1828年の公布はコイコイ族や他の解放有色人種に白人と同等の権利を与え、奴隷にされた人々の過酷な扱いに対して重い罰則が科されるようになり (1830年)、ついには1834年に奴隷達の解放に至った。ところが、これがオランダ人農民の政府に対する嫌悪感を悪化させる措置だった。その上、これら奴隷を囲っていた人達が奴隷達の解放に対する補償を不十分だと見なしたことや支払い方法に起因する疑惑が、多くの怨嗟を引き起こした。そして1835年、農民たちは再び政府から逃れるべく未知の国に移っていった。植民地の境を越える移民は150年間続いたが、当時はそれがより大きな割合を占めていた。

## ケープの境界をめぐる戦い (1779-1879)

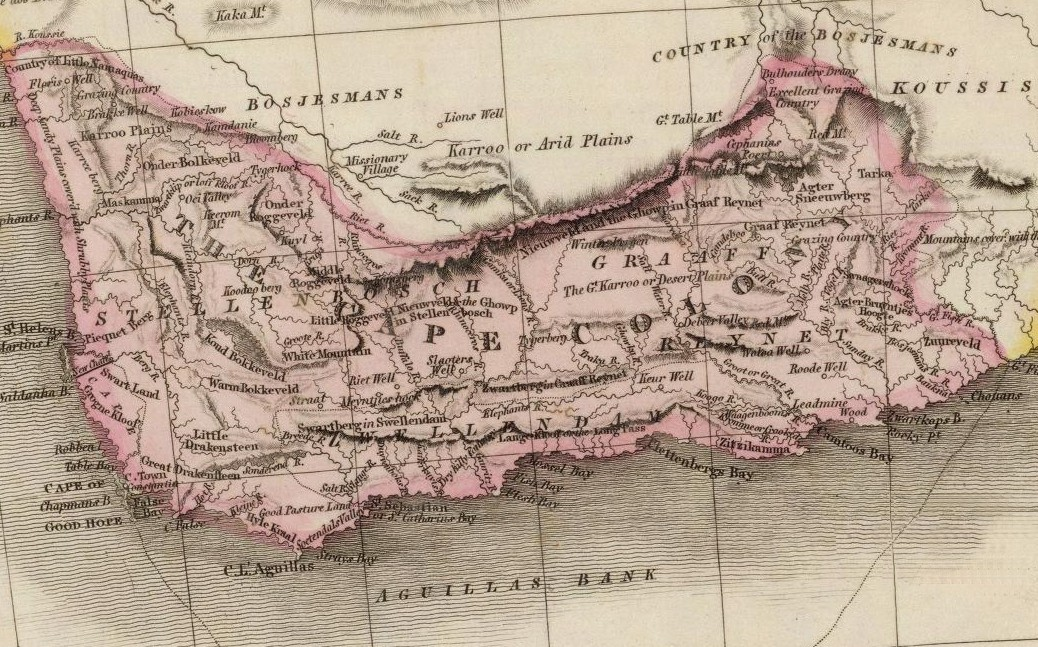
イギリス統治の初期（1809年）におけるケープ植民地の地図

ケープ植民地から南アフリカの東ケープ地域に入っていくトレックボーア達の移住だが、その場所には先住民のコサ人が既に居留地を作っていたため、ボーア人とコサ人の間で一連の紛争が勃発した。1775年、ケープ政府が川を挟んでトレックボーア達とコサ人との境界を確立したが、双方ともこの境を無視して境界からはみ出た場所に住居を建てた。ファン・プレッテンバーグ総督が境界線を尊重するよう双方に説得を試みたものの、上手くいかなかった。コサ人は牛を盗んだとして訴えられ、1779年に境界沿いで一連の小競り合いが勃発すると、第1次境界戦争(1st Frontier War)が始まった。
境界が不安定なまま、1789年に第2次境界戦争が勃発した。ボーア人とコサ人が境界の両側で行った襲撃はこの地域で多くの摩擦を引き起こし、その結果いくつかの部族が紛争に引き込まれた。イギリスによる1795年のケープ植民地侵攻（ミューゼンバーグの戦い）が政権交代をもたらした。政権奪取後にイギリスは境界を引く政策に着手し、グラーフ＝ライネでボーアの反乱が起きる結果となった。この政策がコイサン族をコサ族に加担させてしまい、第3次境界戦争(1799-1803)中にイギリス軍に攻撃する原因となった。 
1803年に、イギリス側がアミアン講和条約に基づいてケープ植民地をバタヴィア共和国（現:オランダ）に返還したことで、平和が戻った。1806年1月の第二次侵攻中にイギリスはブラウベルクの戦いを経てこの植民地を占領した。ズールヴェルト（現:東ケープ州）の緊張により、植民地政権とボーア入植者はこの地域から多数のコサ人を追放するべく1811年に第4次境界戦争を始めた。1819年には境界地域のコサ人との対立から第5次境界戦争が始まった。 
コサ人は、自分達が居住を許された場所に関して政府の政策に不満があったため、境界で大規模な牛の盗難を引き受けた。ケープ政府はいくつかの軍事遠征で対応した。1834年に大規模なコサ軍がケープの領土に移動して、第6次境界戦争が始まった。追加の要塞が政府によって建設され、騎馬巡回はコサ人に快く受け入れられず、第7次境界戦争(1846-1847)中に彼らは農場への襲撃を続行した。その後も第8次境界戦争(1850-1853)と第9次境界戦争(1877-1878)が続き、最終的にコサ人は敗北して、領土はイギリスの支配下に置かれた。 

## グレート・トレック

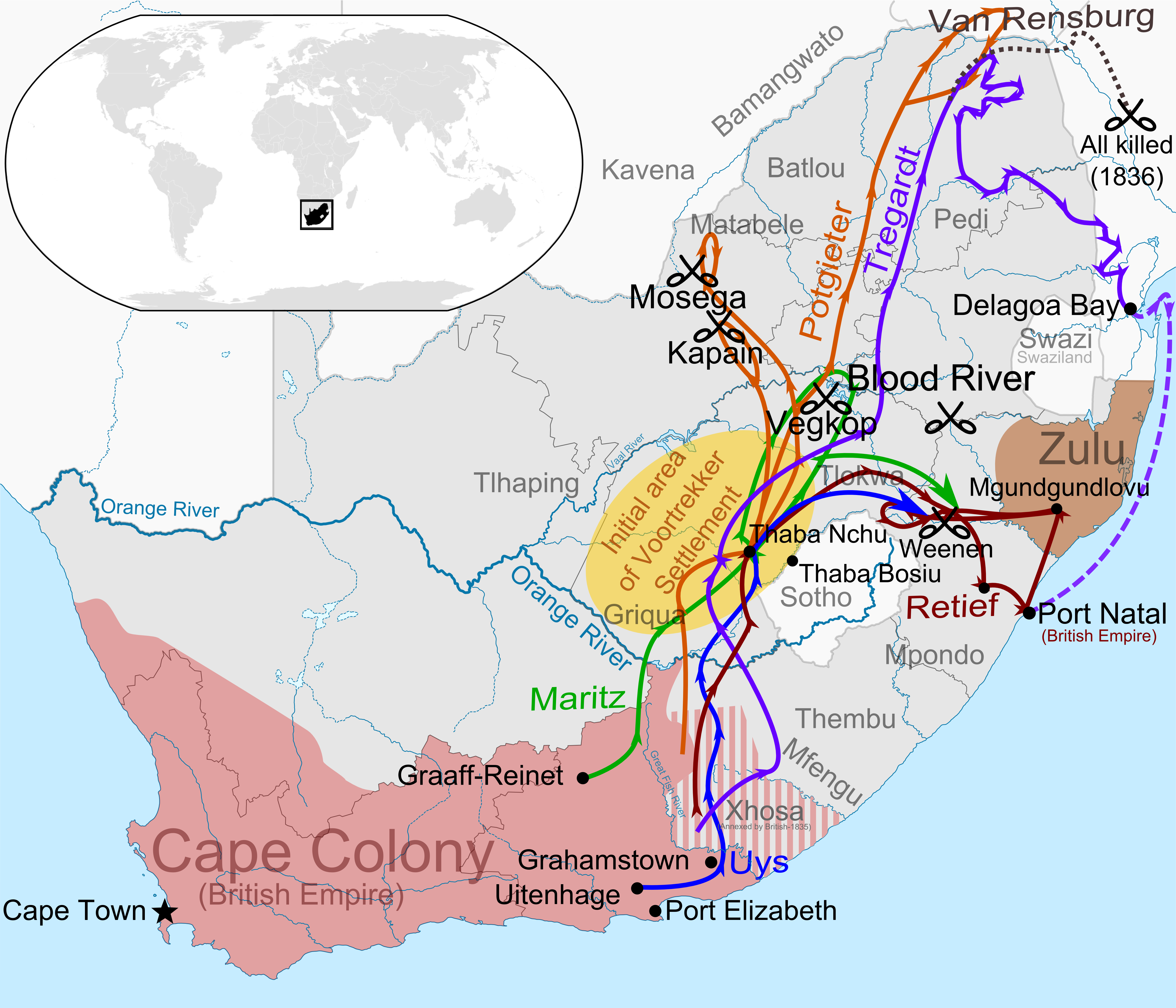
最初のグレートトレック(1835-1840)時期における主な移動ルートと戦いを示す地図

1835年から1840年代初頭にかけて、ボーア人の大移住ことグレート・トレックが起こった。その間、約1.2-1.4万人のボーア人（女性と子供を含む）がイギリス支配に耐えかねてケープ植民地からオレンジ川の向こうにある大平原に移住し、さらにトランスヴァール北部にあるナタール （彼らが1839年にナタール共和国を建国）や広大なズートスパンスベルグへと向かった。東ケープを占領したトレックボーア達は半遊牧民だった。東ケープ境界にいた結構な人数が、後にフォールトレッカー達の直接の祖先となるグレンスボーア(Grensboere,境界農民)になった。
ボーア人は、ケープ植民地を離れる前にイギリス植民地政府と幾つか自分達の出発の理由について通信のやりとりをしていた。当時のボーア指導者の1人ピート・レティーフは、グラハムズタウンで政府に宛てた1837年1月22日の書簡で、こんな内部騒動を抱えている国だとボーア人は我が子たちに平和や幸福の展望を見出だせないと主張した。さらにレティーフは、自分達がイギリス政権の法律から生じたと思われる深刻な財政損失について不満を述べた。自分達が奴隷にした人々の解放に対する金銭補償はあったものの、ボーア人はそれが不十分だと分かっていた。また彼らはイギリスの教会制度がオランダ改革派教会と相容れないとも感じていた。この時までに、ボーア人は既にグレート・トレックのために別の法令を作っており、自分達が踏み入れることになる危険な領土を認識していた。レティーフはその手紙を「我々は、イギリス政府が我々に要求するものがこれ以上ないという完全な保証の下でこの植民地を辞めており、将来的な干渉がなくとも自らを統治できる予定である」と締めくくっている。

ボーア（赤）とグリクア（緑）の諸共和国

## ボーア諸共和国
フォールトレッカー達はさらに内陸へと進行しながら、南アフリカ内陸部でボーア植民地を創設し続けた。以下がその国々である。
| 名称 | 名称                            | 年代                 | 地域                   |
| ---- | ------------------------------- | -------------------- | ---------------------- |
|      | スウェレンダム共和国            | 1795                 | スウェレンダム         |
|      | グラーフ＝ライネ共和国          | 1795-1796            | グラーフ＝ライネ       |
|      | ゾートパンスベルク              | 1835-1864            | リンポポ州             |
|      | ウィンバーグ                    | 1836-1844            | フリーステイト州       |
|      | ポチェフストルーム              | 1837-1844            | 北西州                 |
|      | ナタール共和国                  | 1839-1902            | クワズール・ナタール州 |
|      | ウィンバーグ=ポチェフストルーム | 1843-1844            | 北西州                 |
|      | クリップ川共和国                | 1847-1848            | レディスミス           |
|      | ライデンバーグ共和国            | 1849-1860            | ライデンバーグ         |
|      | ユトレヒト共和国                | 1852-1858            | ユトレヒト             |
|      | 南アフリカ共和国                | 1852-1877, 1881-1902 | ハウテン州             |
|      | オレンジ自由国                  | 1854-1902            | フリーステイト州       |
|      | クライン自由国                  | 1876-1891            | ピート・レティーフ     |
|      | ゴシェン国                      | 1882-1883            | 北西州                 |
|      | ステラランド共和国              | 1882-1883            | 北西州                 |
|      | ステラランド合衆国              | 1883-1885            | 北西州                 |
|      | ニウエ共和国                    | 1884-1888            | ヴリヘイド             |
|      | ウピントニア共和国              | 1885-1887            | ナミビア               |

## ボーア戦争

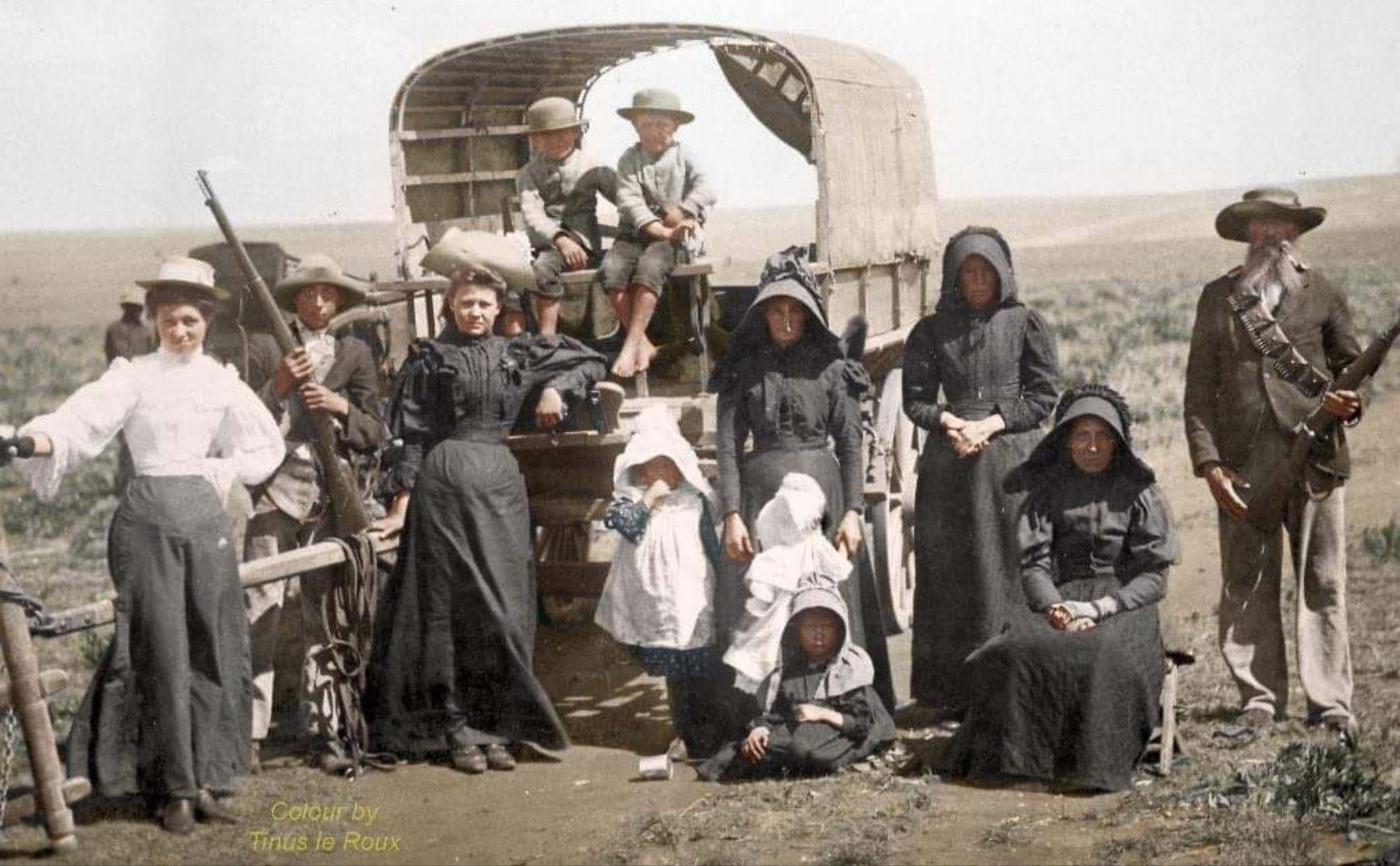
幌付きワゴンで移動するボーア人の家族。1900年頃

イギリスによる1877年のトランスヴァール併合後、ポール・クリューガーがボーア人のレジスタンス運動を組織する上で重要な人物となり、この運動がトランスヴァールからのイギリス人追放につながった。その後ボーア人はトランスヴァール共和国とオレンジ自由国を確保するためイギリスを相手に19世紀後半から20世紀初頭に第二次ボーア戦争を戦い、最終的には1902年に降伏した。 

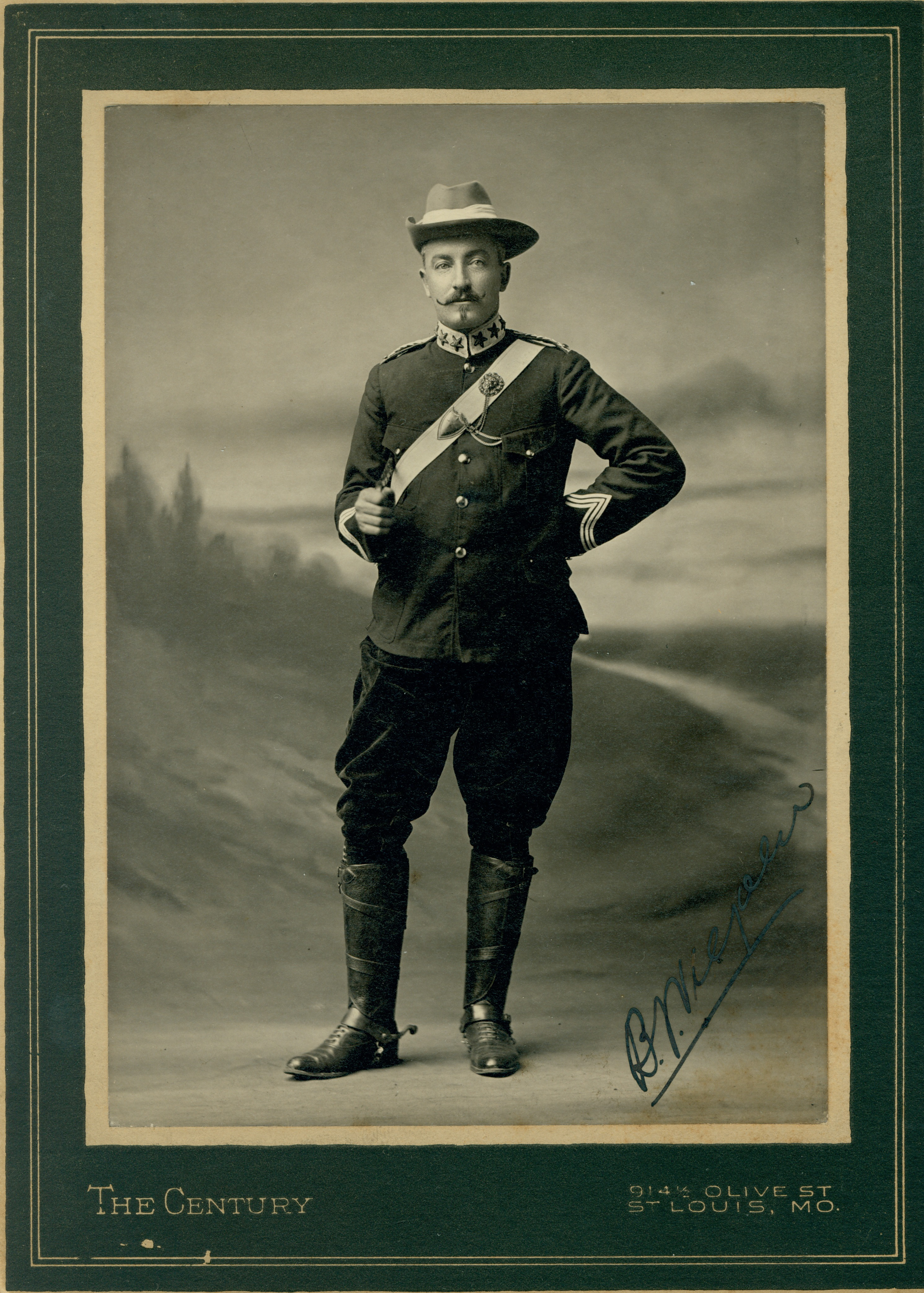
ボーア人のアメリカ南部への移住を主導したベン・ヴィルジョーヌ将軍

### ボーア戦争での民族離散
第二次ボーア戦争後、ボーア人のディアスポラが発生した。1903年から、最も大きな集団がアルゼンチンのパタゴニア地方に移住した。別の集団は英領ケニア植民地に移住し、そこから大部分が1930年代に南アフリカに戻ってきた。第3集団は、ベン・ヴィルジョーヌ将軍の指揮下でメキシコや米国南西部（ニューメキシコ州とテキサス州）に移住した。

## 1914年のボーア人反乱
マリッツ反乱（ボーア反乱、5シリング反乱、第三次ボーア戦争とも）は第一次世界大戦初頭の1914年に起こり、ここでボーア諸共和国の再建を支持した人達はイギリスとの戦争直後にイギリスと手を組んでドイツ帝国と対立する気が無かったので南アフリカ連邦政府を相手に蜂起した。
ボーア人の多くはゲルマン人祖先であり、政府側の多数が第二次ボーア戦争でイギリスを相手にマリッツ反乱軍と共に戦った元ボーア軍の指導者だった。この反乱はルイス・ボータとヤン・スマッツによって鎮圧され、首謀者達は重い罰金と禁錮刑を受けることになった。一人、連邦防衛軍の将校ヨフィー・フーリエはイギリスと共に武器を取ることを拒否した際に反逆罪で有罪判決を受け、1914年に南アフリカ政府によって処刑された。

## 特徴

### 言語
アフリカーンス語は西ゲルマン語群であり、南アフリカのほかナミビアで広く話されているがボツワナやジンバブエで話されることは少ない。それは南ホラント語というオランダ地方言語から進化したもので、主に（ 現在の南アフリカにやってきた）オランダ人入植者達によって話され、18世紀に区別特性を徐々に発展させていった。それゆえオランダ語の娘言語であり、以前はケープ・ダッチ（初期のケープ入植者を総称して使われた）やキッチン・ダッチ（初期の頃に使われた軽蔑的な用語）と呼ばれていた。しかし、クレオール言語または部分的にクレオール化された言語だとも（正しくないが）説明されている。この用語は、最終的には「アフリカのオランダ語」を意味するオランダ語「アフリカーンス・ホラント（Afrikaans-Hollands)」から派生したものである。

### 文化

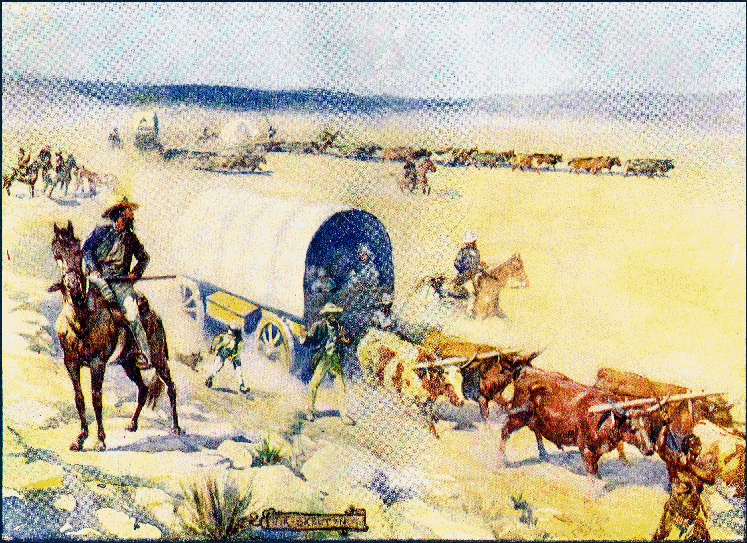
荷牛車で平原を移動する様子を描いた絵画。1860年1月2日

放浪願望(trekgees)がボーア人の顕著な特徴であった。17世紀後半のトレックボーアがケープの北境や東境地域に住み始めた頃に顕著に見られ、さらにフォールトレッカーズが東ケープを一斉に去ったグレートトレックの時期、そして主要な共和国が設立された後のサーストランド(Dorsland)トレックの時期にも、再び見られた。そうした集団移住者達は、移住の原動力を「心の中に放浪精神があり、我々自身がそれを理解できていなかった。我々は農場を売って、新たな住み家を見つけるために北西に出発した」と説明した。ボーア社会は白人植民地化の境界上および西洋文明の外縁で生じたので、素朴な特徴と伝統がかなり早い段階で発展した。
独立に向けたボーア人の希求は、イギリスの到着前に共和国を宣言する伝統でも明白だった。イギリスが到着した時にボーア諸共和国はすでに宣言済みであり、VOCから反旗を翻していた。

### 信念
境界地域のボーア人は独立精神・機知・忍耐力・自給自足で知られており、その政治的概念は無政府状態に近かったが共和主義による影響を受け始めていた。
ボーア人は、トレックボーア集団から顕現したヨーロッパとの関係を断ち切った。
ボーア人は明確なプロテスタント文化を所有しており、ボーア人とその子孫の大部分が改革派教会の信徒だった。オランダ改革派教会(Nederlandse Hervormde Kerk)が南アフリカ共和国(1852-1902)の国立教会であった。オレンジ自由国(1854-1902)は、オランダのプロテスタントであるオラニエ＝ナッサウ家(通称House of Orange)にちなんで命名されたものである。
無条件の予定説や神の摂理といった基本的なカルヴァン主義教義の影響は、ボーア文化に少数ながら残り続けており、彼らは国内法を遵守したり災難と苦難をキリスト教の義務の一部として受け入れることを社会における自分達の役割だと見なしている。多くのボーア人はその後改宗しており、現在はバプテスト派、カリスマ派、ペンテコステ派、ルーテル教会の信徒である。

## 現代の使用
近年、主にアパルトヘイト改革期にあたる1994年以降の時代に、概ね保守的な政治的見解を持つ白人のアフリカーンス語話者とトレックボーア子孫とフォールトレッカー子孫たちが、自分達のアイデンティティを区別するため「アフリカーナー」ではなく「ボーア人(Boere)」と呼ばれることを選んだ。フォールトレッカー子孫の多くは、ケープを拠点とするアフリカーナーのアイデンティティだと見なされるものに同化しなかった、と考えられている。これは第二次ボーア戦争とその後の1910年南アフリカ連合の創設後に生じたものだと指摘されている。一部のボーア民族主義者は、自分達が政治的に右翼の要素だと認識していないと主張している。
彼らは、南アフリカ共和国とオレンジ自由国にいるボーア人がサンドリバー協定（1852年に南アフリカ共和国を創設）、ブルームフォンテーン協定（1854年にオレンジ自由国を創設）、プレトリア協定（1881年に南アフリカ共和国の独立を再確立）、ロンドン協定（1884年に南アフリカ共和国の完全な独立を承認）、フェリーニヒング条約（1902年5月31日に第二次ボーア戦争を正式に終結させた）によって、国際法のもと別々の民族または文化集団として認識されたと主張している。ただし彼ら以外は、これら条約は政府機関同士の合意のみを扱ったものでありボーア人の文化的アイデンティティ自体の認識を含意していない、と主張している。
これら見解の支持者は、アフリカーナーの呼び名は1930年代以降に使用されたもので、南アフリカ北部（ボーア諸共和国が設立された場所）にいるトレックボーア子孫およびフォールトレッカー子孫達と西ケープ州の白人アフリカーンス語話者とを政治的に統一する手段として使用されたもの、と考えている。
ボーア戦争以来「ボーアフォルク(Boerevolk,農夫の民)」という用語は、ボーアフォルクをアフリカーナーに同化する取り組みのため、20世紀に様々な政権によって使われることは稀だった。ボーアフォルクの子孫である人達の一部は、この呼称の使用を再度主張している。
「ボーア」呼称の支持者は「アフリカーナー」という用語を、自分達の歴史と文化を奪ってボーア人の功績をアフリカーナーの功績に取り入れた、人為的かつ政治的な呼び名だと見なしている。彼らは、西ケープ拠点のアフリカーナー（その祖先は東や北に集団移住しなかった）がボーア戦争後の共和国ボーア人の貧困を利用したとの見解を抱いている。その当時、アフリカーナーはボーア達を新たな政治基盤の文化的な位置づけの中に同化させようとしていた。
現代の南アフリカでは、しばしば「ボーア人」と「アフリカーナー」が同じ意味で使われている。ボーア人には、ケープオランダ人発祥のアフリカーナーが非常に多いため、アフリカーナーの区分に内包される小区分である。「アフリカーナー」は直訳すると「アフリカの人」という意味であり、ゆえにヤン・ファン・リーベックによって設立されたケープ植民地に起源を持つアフリカーンス語話者全員を指す。「ボーア人」は、より大きなアフリカーンス語話者人口の特定集団である 。 
アパルトヘイト時期は、「ボーア」の用語が様々な文脈でアパルトヘイト反対派によって使われ、国民党 (南アフリカ)などの制度構造を指したり、または南アフリカ警察の隊員達（口語でボーアと呼ばれる）や南アフリカ国防軍、アフリカーナー、南アフリカ白人といった人々の特定集団を指すことがあった。この用法は現代の南アフリカにおいて蔑称と見なされることが多い。

### 政党
- ブール解放運動（英語: Boere-Vryheidsbeweging）
- ブール国家党（英語: Boerestaat Party）
- 自由戦線プラス（英語: Freedom Front Plus）
- 国民戦線（英語: Front National (South Africa)）
- 再生国民党（英語: Herstigte Nasionale Party）
- 南アフリカ国民保守党（英語: National Conservative Party of South Africa）

### 教育
キリスト教国家教育運動 (BCVO)は、主にフリーステイトとトランスヴァールにあるカルヴァン主義私立校47校の連盟で、0年生から12年生までのボーア人の子供たちを教育することを言明している。

### メディア
一部の現地ラジオ局（Radio Rosestad,Overvaal Stereo,Radio Pretoriaなど）は、ボーア人と識別される者達の理想を喧伝している。インターネット拠点のラジオ局Boerevolk Radioはボーア分離主義を喧伝している。

### 領域
ボーア人国家（Boerestaat）の様相をなす領土地域は、特に北ケープのオラニアおよびプレトリア付近のクラインフォンテーンにあって、ボーア人/アフリカーナーが独占する植民地として開発されている。

## 著名人
政治家
- ルイス・ボータ - 南アフリカ連邦の初代首相(1910-1919)で元ボーア軍司令官
- ペトルス・ヤコブス・ジュベール - トランスヴァール共和国の軍司令官であり同国の閣僚
- ポール・クリューガー - トランスヴァール共和国の初代大統領
- マルティヌス・タウニス・ステイン（英語版） - オレンジ自由国の第6代大統領

## 現代小説
南アフリカにおけるケープ植民地とボーア人の歴史は、米国人著者ジェームズ・ミッチェナーの小説『The Covenant』で詳細に綴られている。